# Carpathiella
Carpathiella är ett släkte av ringmaskar. Carpathiella ingår i familjen Serpulidae.
Kladogram enligt Catalogue of Life:
| Carpathiella | \| \| Carpathiella perforata \| \| \| \| \| \| Carpathiella triangulata \| \| \| \| |
|              | \| \| Carpathiella perforata \| \| \| \| \| \| Carpathiella triangulata \| \| \| \| |
|              | Carpathiella perforata                                                              |
|              |                                                                                     |
|              | Carpathiella triangulata                                                            |
|              |                                                                                     |